# Dénes Fogarasi
Dénes Fogarasi (* 1962) je bývalý maďarský zápasník–judista.

## Sportovní kariéra
Pochází z obce Veresegyház. Připravoval se v Budapešti v klubu Újpesti Dózsa. V roce 1984 překvapil finálovou účastí na mistrovství Evropy v Lutychu, kde zaskakoval za tehdejší maďarskou jedničku v polostřední váze do 78 kg Károly Németha. Na tento úspěch v dalších letech v reprezentaci nenavázal. Sportovní kariéru ukončil na konci osmdesátých let.